# San Francisco de Borja (kommun)
San Francisco de Borja är en kommun i Mexiko.   Den ligger i delstaten Chihuahua, i den nordvästra delen av landet, 1 200 km nordväst om huvudstaden Mexico City. Antalet invånare är 2 243. Arean är 1 125 kvadratkilometer.
Terrängen i San Francisco de Borja är huvudsakligen kuperad.
Följande samhällen finns i San Francisco de Borja:
- San Francisco de Borja